# Nuevo Chagres
Nuevo Chagres è un comune panamense di 499 abitanti, capoluogo del distretto di Chagres.

## Storia
Il paese fu fondato nel 1916, quando gli ultimi abitanti della più antica Chagres, che sorgeva 13,2 km a nord-est, alla foce del fiume omonimo, furono fatti trasferire qui.
| Controllo di autorità | VIAF (EN) 132555618 · LCCN (EN) n82243688 · J9U (EN, HE) 987007559864405171 |